# مملكة غوينيد

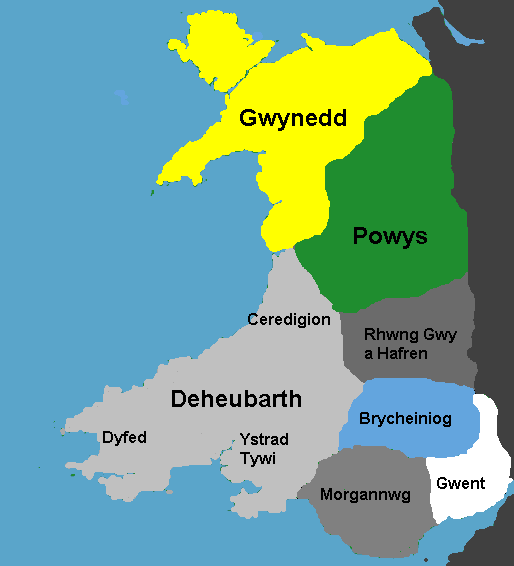
ويلز في القرن الحادي عشر، مملكة غوينيد تظهر بالأصفر

مملكة (أو إمارة) غوينيد (باللاتينية القروسطية: فينيدوتيا Venedotia أو نورواليا Norwallia؛ بالويلزية القروسطية: غيونيت Guynet ) هي واحدة من الدويلات التي خلفت بريطانيا شبه الرومانية في القرن الخامس خلال فترة استيطان الأنجلوسكسون في بريطانيا.
تقع المملكة في شمال غرب ويلز، وبرز العديد من حكامها في التاريخ البريطاني وتم وصفهم بأنهم «ملوك البريطانيين» قبل أن تفقد قوتها بسبب الحروب الأهلية أو الغزوات. وحد الملك غروفيذ أب ليويلين أراضي ويلز، ولكن تحطمت مملكته بعد الغزو الساكسوني في عام 1063، قبل الغزو النورماندي بفترة قصيرة، ولكن سلالة أبرفراو عادت مع غروفود أب كينان وتمكن لويلين العظيم من نسل غروفود أن يعلن قيام إمارة ويلز في أبيرديفي في عام 1216. استمرت هذه الإمارة حتى غزاها إدوارد الأول وأخضعها لسلطانه في عام 1283.
تنسب الحكايات الويلزية تأسيس غوينيد إلى دولة غودودين، والتي قامت في لوثيان وغزت أراضي قبائل ديكيانغلي وأوردوفيكي وغانغاني في القرن الخامس. وحكم ابن زعيمهم، ويدعى كونيدا، الأرض بين نهري دي وتيفي. تغيّرت حدود للملكة مع مرور الوقت، لكن يُعتقد عمومًا أنها شملت أغلب مقاطعات شمال ويلز، وتشمل تقسيمي كلويد وغوينيد الحاليين. مقاطعة غوينيد ومنطقة غويند الرئيسية الحديثتين كلاهما أصغر قليلا من حدود المملكة.

## أعلام
- أواين غوينيد